# Barneville-sur-Seine
Barneville-sur-Seine település Franciaországban, Eure megyében. Lakosainak száma 530 fő (2022. január 1.). Barneville-sur-Seine Bosgouet, Honguemare-Guenouville, Le Landin, Jumièges, Mauny, Le Mesnil-sous-Jumièges és Yville-sur-Seine községekkel határos.

## Népesség
A település népességének változása:
| Lakosok száma | 328  | 419  | 427  | 455  | 486  | 501  | 511  | 517  | 517  | 530  |
|               | 1968 | 1982 | 1990 | 2006 | 2013 | 2015 | 2017 | 2019 | 2020 | 2022 |